# Duparquet
Duparquet, algonkinska Akotekamik, är en stad (kommun av typen ville) i provinsen Québec i Kanada. Den ligger i regionen Abitibi-Témiscamingue, i den sydöstra delen av landet, 400 km nordväst om huvudstaden Ottawa.